# Flight Risk - Trappola ad alta quota
Flight Risk - Trappola ad alta quota (Flight Risk) è un film del 2025 diretto da Mel Gibson, con protagonisti Mark Wahlberg, Michelle Dockery e Topher Grace.

## Trama
L'U.S. Marshal Madelyn Harris arriva in Alaska per raggiungere Winston, un pentito che deve presenziare a un importante processo contro la famiglia mafiosa dei Moretti. È previsto un viaggio in aeroplano per portare il testimone-chiave ad Anchorage, dalla quale poi sarà segretamente trasferito a New York. Il piccolo velivolo sarà guidato dal fido Daryl Booth.
Il pilota si rivela anche troppo esuberante, e spiega che radio e GPS dell'aeroplano sono fuori uso. Ciononostante, il viaggio comincia. Durante il tragitto Winston, anche se ammanettato, trova sotto un sedile la patente di Daryl e, vedendo la foto dell'uomo, capisce che a condurre il velivolo è un'altra persona, ma non riesce ad avvisare Madelyn poiché la donna indossa le cuffie; ben presto però il pilota, parlando decisamente troppo, si tradisce rivelando di conoscere i piani per il trasferimento di Winston rivelandosi un sicario mandato dai Moretti a ucciderlo. Ne nasce una colluttazione dalla quale Madelyn esce vincitrice tramortendo l'uomo col suo taser, poi si mette alla guida dell'aeroplano per cercare di condurlo a destinazione pur non essendone capace.
Madelyn ha chiaro fin da subito che nella sua organizzazione c'è una talpa ed è indecisa tra chi altri sa del piano: la superiore Caroline Van Sant e il direttore dell'FBI Coleridge. La soluzione arriva da Winston, che negli anni aveva sottratto molti soldi ai Moretti inviandoli a un'URL relativa alla città dove Coleridge possiede una casa al mare. Tramite un telefono satellitare Caroline fa contattare Madelyn da un altro pilota, Hassan, il quale darà le giuste direttive affinché il velivolo arrivi a destinazione. Il vero Daryl Booth intanto è stato ritrovato barbaramente assassinato.
Il sicario riprende conoscenza: prima, tra uno sproloquio e l'altro, spiega che Madelyn era stata scelta da Coleridge poiché ritenuta non all'altezza dell'incarico, poi, con un coltellino, si libera delle cinghie che lo immobilizzano e attacca Winston ferendolo due volte; Madelyn spara al presunto pilota con la pistola lanciarazzi e riesce a neutralizzarlo nuovamente. La donna viene poi contattata da Coleridge, che le rivela di aver provocato la morte di Caroline per far passare lei come talpa. Disperata e con Winston in gravi condizioni, Madelyn arriva ad Anchorage e compie un maldestro atterraggio di fortuna nel quale il sicario viene sbalzato fuori dall'aereo per poi essere falciato da un'ambulanza. 
Winston viene preso in custodia da alcuni infermieri; mentre viene accolta da Hassan, Madelyn intravede un paramedico sospetto e lo segue. Lo trova in un'ambulanza e gli spara mentre lui sta cercando di strangolare il testimone. Il telefono di quest'altro sicario è in chiamata con Coleridge: Madelyn lo avvisa che il suo piano è fallito.

## Produzione
La sceneggiatura dell'esordiente Jared Rosenberg è stata inserita nell'annuale Black List delle migliori sceneggiature americane non prodotte, nel 2020. Il film è stato annunciato nel maggio 2023 in seguito all'interessamento di Gibson come regista.
Le riprese sono durate da luglio ad agosto 2023, venendo quindi interessate dallo sciopero degli attori ad Hollywood indetto dal SAG-AFTRA e durato fino a settembre. È stato uno dei 39 film non prodotti dalle major a cui il sindacato ha concesso il permesso di continuare a girare durante lo sciopero. Le riprese si sono svolte a Mesquite (Nevada) e, principalmente, in Alaska. Wahlberg si è rasato i capelli per la parte, non volendo indossare una pelata posticcia.

## Distribuzione
Il film, inizialmente previsto per il 18 ottobre 2024, è stato distribuito nelle sale cinematografiche statunitensi dalla Lionsgate a partire dal 24 gennaio 2025 ed in quelle italiane dal seguente 8 maggio.

## Accoglienza

### Incassi
Il film ha incassato 29783527 $ in Nord America e 18918460 $ nel resto del mondo, per un totale di 48701987 $.

### Critica
Il film è stato accolto molto tiepidamente dalla critica: su Rotten Tomatoes solo il 29% dei 129 critici esprime un giudizio favorevole, su Metacritic il voto medio di 28 critici è 38/100.